# Sisyra brunnea
Sisyra brunnea is een insect uit de familie sponsvliegen (Sisyridae), die tot de orde netvleugeligen (Neuroptera) behoort. 
Sisyra brunnea is voor het eerst wetenschappelijk beschreven door Banks in 1909.